# Andrew Prine

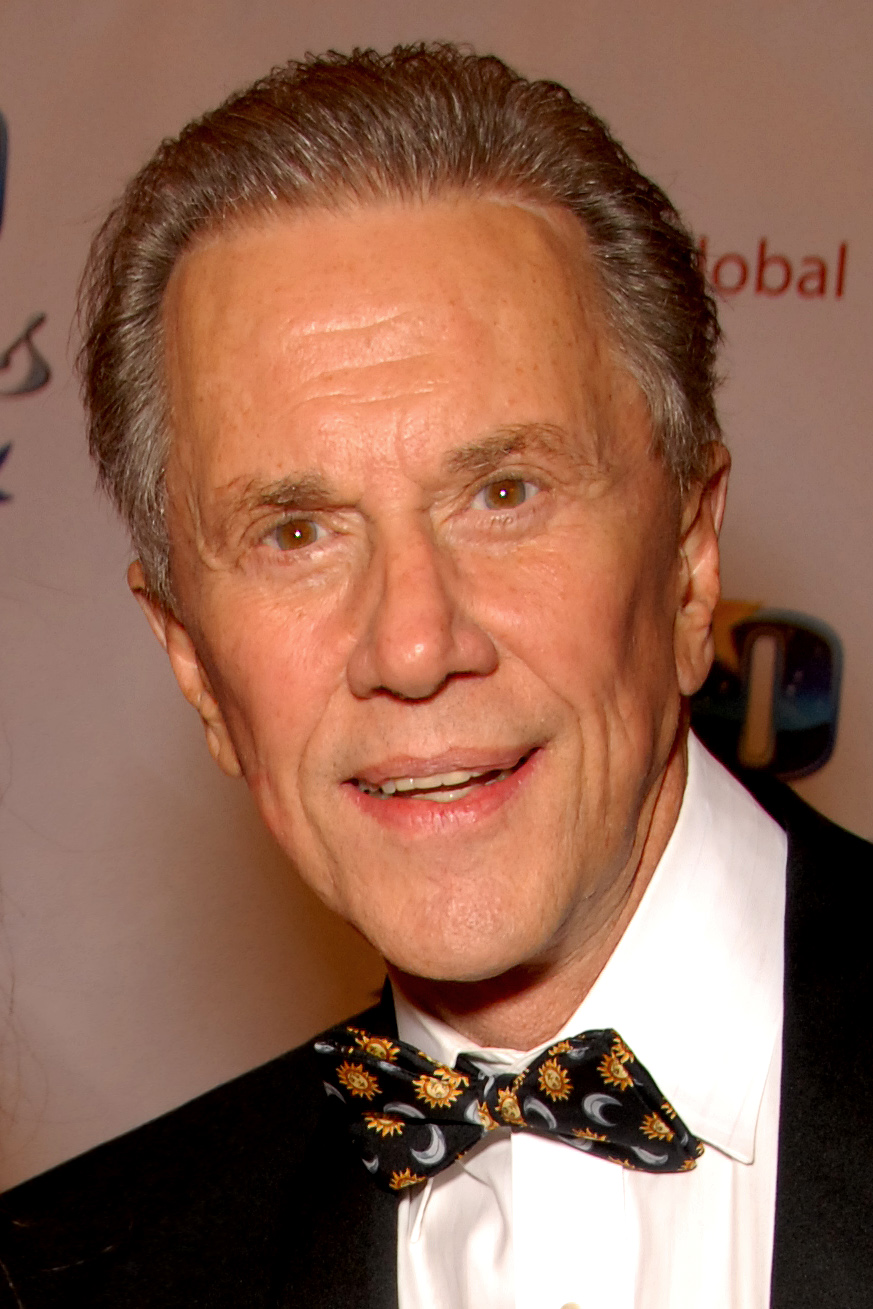
Andrew Prine, 2010

Andrew Lewis Prine (* 14. Februar 1936 in Jennings, Florida; † 31. Oktober 2022 in Paris, Frankreich) war ein US-amerikanischer Schauspieler.

## Leben
Prine besuchte nach seinem High-School-Abschluss 1954 zunächst die University of Miami, verließ diese jedoch vorzeitig und zog nach New York City, um dort eine Karriere als Schauspieler anzustreben, wo er 1956 sein Theaterdebüt hatte. Im Jahr darauf feierte er in Ketty Frings mit dem Pulitzer-Preis ausgezeichneten Drama Look Homeward, Angel (einer Adaption von Thomas Wolfes Roman Schau heimwärts, Engel!) sein Debüt am Broadway.
Ab Ende der 1950er-Jahre arbeitete er auch für das Fernsehen und übernahm zunächst in Gastauftritten Rollen in Fernsehserien wie Peter Gunn und Alfred Hitchcock Presents. 1962 spielte er eine größere Nebenrolle in dem mit zahlreichen Filmpreisen ausgezeichneten Filmdrama Licht im Dunkel, das auf dem autobiografischen Roman der taubblinden Schriftstellerin Helen Keller basiert. Prine spielte hierin Helens älteren Bruder James. Ebenfalls 1962 erhielt er eine der beiden Hauptrollen in der Westernserie The Wide Country, die jedoch nach der ersten Staffel eingestellt wurde.
In den folgenden Jahren war Prine wieder hauptsächlich in Gastrollen zu sehen, häufig in Westernserien wie Rauchende Colts, Bonanza und Die Leute von der Shiloh Ranch. Er hatte zudem größere Nebenrollen in den Western Bandolero (1968) mit James Stewart und Dean Martin und Chisum (1970) neben John Wayne. Während der 1970er- und 1980er-Jahre war er als Gaststar in verschiedensten Serien zu sehen, von Science-Fiction über Krimiserien, Arztserien, Seifenopern und Sitcoms. 1994 trat er in Eine schrecklich nette Familie als Al Bundys Lieblings-Fernsehheld Psycho Dad auf. Zuletzt war er in Formaten wie Boston Legal und Saving Grace zu sehen. Seine letzte Filmrolle hatte er in dem 2015 erschienenen Independentfilm Beyond the Farthest Star. Sein Schaffen für Film und Fernsehen umfasst mehr als 180 Produktionen.
Prine, ein Cousin des Country-Sängers John Prine, war viermal verheiratet. 1962 schloss er seine erste Ehe mit der Schauspielerin Sharon Farrell, die jedoch bereits nach wenigen Monaten scheiterte. 1963 wurde seine Ex-Freundin, die Schauspielerin Karyn Kupcinet, erdrosselt aufgefunden – Prine wurde von der Polizei in dem bis heute ungeklärten Mordfall zumindest zeitweise als einer von vier Verdächtigen eingestuft, was seiner Karriere schadete. 1965 heiratete er die Schauspielerin Brenda Scott, die Ehe wurde nach einem Monat geschieden. Im darauffolgenden Jahr heirateten beide erneut, doch auch diesmal erfolgte eine Scheidung. Von 1986 bis zu seinem Tod war Prine mit der Schauspielerin Heather Lowe verheiratet.
Prine starb Ende Oktober 2022 im Alter von 86 Jahren während eines Ferienaufenthalts in Paris.

## Filmografie (Auswahl)

### Filme
- 1955: Zur Hölle und zurück (To Hell and Back)
- 1959: Kiss Her Goodbye
- 1962: Licht im Dunkel (The Miracle Worker)
- 1964: Helden ohne Hosen (Advance to the Rear)
- 1966: Zwei tolle Kerle in Texas (Texas Across The River)
- 1968: Die Teufelsbrigade (The Devil’s Brigade)
- 1968: Bandolero
- 1969: Generation
- 1970: Das Netz der Spinne (Along Came a Spider, Fernsehfilm)
- 1970: Chisum
- 1970: Verschollen im Pazifik (Lost Flight, Fernsehfilm)
- 1971: Simon, King of the Witches
- 1973: Ein Kamel im Wilden Westen (One Little Indian)
- 1973: Caged Women II – Gepeinigt und gequält (Nightmare Circus)
- 1974: Wonder Woman (Fernsehfilm)
- 1974: Der Rasiermesser-Killer (Centerfold Girls)
- 1975: Mit Dynamit und frommen Sprüchen (Rooster Cogburn)
- 1976: Herbststürme (The Winds of Autumn)
- 1976: Grizzly
- 1976: Der Umleger (The Town That Dreaded Sundown)
- 1977: Uncas, der letzte Mohikaner (The Last of the Mohicans, Fernsehfilm)
- 1978: The Evil – Die Macht des Bösen (The Evil)
- 1978: Abe Lincoln: Freedom Fighter
- 1981: Das Schicksal kennt kein Erbarmen (Callie & Son, Fernsehfilm)
- 1982: Amityville II – Der Besessene (Amityville II: The Possession)
- 1984: Zum Töten verführt (They’re Playing with Fire)
- 1989: Rohr frei für Familie Hollowhead – Life on the Edge (Meet the Hollowheads)
- 1991: Operation Haifisch – Lautlos kommt der Tod (Mission of the Shark: The Saga of the U.S.S. Indianapolis, Fernsehfilm)
- 1993: Gettysburg
- 1994: Wolfridge
- 1995: Die Heiligen der letzten Tage (The Avenging Angel, Fernsehfilm)
- 1995: Das Profil der Bestie (Serial Killer)
- 1995: Without Evidence
- 1997: Shadow Men – Die Alien-Invasion (The Shadow Men)
- 1999: X-treme Teens (The Boy with the X-Ray Eyes)
- 2000: Witchouse II: Blood Coven (Witchouse 2: Blood Coven)
- 2001: Critical Mass – Wettlauf mit der Zeit (Critical Mass)
- 2001: James Dean (Fernsehfilm)
- 2002: Sweet Home Alabama – Liebe auf Umwegen (Sweet Home Alabama)
- 2003: Gods and Generals
- 2005: Ein Duke kommt selten allein (The Dukes of Hazzard)
- 2005: Hell to Pay
- 2005: Glass Trap
- 2009: Autopsy II – Black Market Body Parts (Sutures)
- 2012: The Lords of Salem
- 2015: Beyond the Farthest Star

### Fernsehserien
- 1957: The United States Steel Hour (Folge 5x08)
- 1960: Peter Gunn (Folge 2x35)
- 1960/1961: Have Gun – Will Travel (2 Folgen)
- 1962: Alfred Hitchcock präsentiert (Alfred Hitchcock Presents, Folge 7x17)
- 1962: Preston & Preston (The Defenders, Folge 1x20)
- 1962–1963: Wide Country (28 Folgen)
- 1962–1963: Rauchende Colts (Gunsmoke, 3 Folgen)
- 1963–1965: Dr. Kildare (7 Folgen)
- 1964–1965: Auf der Flucht (The Fugitive, 2 Folgen)
- 1965: Bonanza (Folge 6x32)
- 1965–1969: Die Leute von der Shiloh Ranch (The Virginian, 5 Folgen)
- 1966: Tarzan (Folge 1x02)
- 1966–1967: The Road West (29 Folgen)
- 1967: Invasion von der Wega (The Invaders, Folge 2x08)
- 1968: Daniel Boone (Folge 4x25)
- 1968: Der Chef (Ironside, 2 Folgen)
- 1968/1970: Lancer (2 Folgen)
- 1968/1970: The Name of the Game (2 Folgen)
- 1968–1973: FBI (The F.B.I., 3 Folgen)
- 1970: Dan Oakland (Dan August, Folge 1x08)
- 1971/1974: Cannon (2 Folgen)
- 1973/1974: Barnaby Jones (2 Folgen)
- 1974: Kung Fu (Folge 2x12 Caine und der Gesetzlose)
- 1974: Banacek (Folge 2x06)
- 1974: Hawkins (Folge 1x07)
- 1974: Polizeiarzt Simon Lark (Dr. Simon Locke, 2 Folgen)
- 1975/1976: Baretta (2 Folgen)
- 1975/1978: Hawaii Fünf-Null (Hawaii Five-O, 2 Folgen)
- 1977: Quincy (Quincy, M. E., Folge 1x04)
- 1977: Die Sieben-Millionen-Dollar-Frau (The Bionic Woman, Folge 3x05 Rodeo)
- 1978: W.E.B. (5 Folgen)
- 1979: CHiPs (Folge 3x02)
- 1982: Hart aber herzlich (Hart to Hart, Folge 3x18)
- 1983: Ein Colt für alle Fälle (The Fall Guy, Folge 2x19)
- 1983: V – Die außerirdischen Besucher kommen (V, Miniserie, 2 Folgen)
- 1984: Trapper John, M.D. (Folge 5x14)
- 1984: V – Die außerirdischen Besucher kommen (V: The Final Battle, Miniserie, 3 Folgen)
- 1984: Matt Houston (2 Folgen)
- 1984: Mode, Models und Intrigen (Cover Up, Folge 1x02)
- 1984–1991: Mord ist ihr Hobby (Murder, She Wrote, 4 Folgen)
- 1986: Danger Bay (2 Folgen)
- 1987: Privatdetektiv Harry McGraw (The Law and Harry Mcgraw, Folge 1x10)
- 1988: Paradise – Ein Mann, ein Colt, vier Kinder (Guns of Paradise, Folge 1x04)
- 1989: Dallas (2 Folgen)
- 1990: In der Hitze der Nacht (In the Heat of the Night, Folge 3x14)
- 1991: Parker Lewis – Der Coole von der Schule (Parker Lewis Can’t Lose, Folge 2x04)
- 1991: Matlock (Folge 6x04)
- 1993: Dr. Quinn – Ärztin aus Leidenschaft (Dr. Quinn, Medicine Woman, Folge 1x09)
- 1993: Raumschiff Enterprise – Das nächste Jahrhundert (Star Trek: The Next Generation, Folge 6x21 Phantasie oder Wahrheit)
- 1994: Eine schrecklich nette Familie (Married... with Children, Folge 9x12 Wir wollen Psycho Dad – Teil 1)
- 1994–1998: Weird Science (11 Folgen)
- 1995: Star Trek: Deep Space Nine (Folge 3x13 Der Funke des Lebens)
- 1996: Baywatch Nights (Folge 1x13)
- 1996: Melrose Place (Folge 4x30 Peterchens Mondfahrt)
- 1997: Walker, Texas Ranger (Folge 5x16)
- 1999: JAG – Im Auftrag der Ehre (JAG, Folge 5x06 Tödliche Visionen)
- 2004: Six Feet Under – Gestorben wird immer (Six Feet Under, 2 Folgen)
- 2005: CSI: Vegas (CSI: Crime Scene Investigation, 2 Folgen)
- 2006: Boston Legal (Folge 2x20)
- 2006: Hollis & Rae (Fernsehfilm)
- 2008: Saving Grace (Folge 2x05)

## Auszeichnungen
- 2001: Golden Boot Award für sein Lebenswerk (Auszeichnung für Westernschauspieler)